# STS-5
STS-5 (Space Transportation System-5) var NASAs femte rumfærge-mission.
Opsendt 11. november 1982 og vendte tilbage den 16. november 1982.
Den første operationelle opsendelse med 2 kommercielle kommunikationssatellitter, ANIK C-3 for TELESAT Canada og SitS-C for Satellite Business Systems, blev sat i kredsløb. Hver af satellittene var udstyret med en Payload Assist Module-D (PAM-D) raketmotor, som blev affyret i ca. 45 minutter efter opsendelse, og som placerede hver af satellittene i en højere eliptisk bane.
Den første planlagte rumvandring i rumfærge-programmet blev aflyst pga fejl på rumdragten.
Hovedartikler:
- Columbia klargøres på Kennedy Space Center.
- STS-5 opsendelsen.
- SitS-C bliver løftet ud af lastrum.

## Besætning
- Vance D. Brand (kaptajn)
- Robert F. Overmyer (pilot)
- Joseph P. Allen (missionsspecialist)
- William B. Lenoir (missionsspecialist)